# 現代主義音樂
現代主義音樂是一個音樂流派，它泛指19世紀末至20世紀初以來的音樂創作，現代主義音樂不拘泥於传统音乐，它在节奏、旋律、和声等方面有所突破。例如阿诺德·勋伯格在无调音乐和十二音技作品中摒弃了调性，而伊戈尔·斯特拉文斯基则摒弃了节拍。